# Dan Curtis
Pour les articles homonymes, voir Curtis.
Dan Curtis (de son vrai nom Daniel Mayer Cherkoss) est un producteur, réalisateur et scénariste américain né le 12 août 1927 à Bridgeport (Connecticut), mort le 27 mars 2006 à Brentwood (Californie). 

## Biographie

### Carrière
Il a été l'un des producteurs et réalisateurs les plus influents dans le domaine du fantastique à la télévision américaine durant la période des années 1970.

## Filmographie

### Producteur
- 1966 : Dark Shadows (série télévisée)
- 1968 : The Strange Case of Dr. Jekyll and Mr. Hyde (téléfilm)
- 1969 : Dead of Night: A Darkness at Blaisedon (téléfilm)
- 1970 : La Fiancée du vampire (House of Dark Shadows) (film cinéma)
- 1971 : Night of Dark Shadows (film cinéma)
- 1972 : La Nuit du Vampire (The Night Stalker) (téléfilm)
- 1973 : Dracula et ses femmes vampires (Dracula) (téléfilm)
- 1973 : La Nuit de l'Alchimiste (The Night Strangler) (téléfilm)
- 1973 : Frankenstein (mini-série)
- 1973 : La Voix du vampire (The Norliss Tapes) (téléfilm)
- 1973 : The Invasion of Carol Enders (téléfilm)
- 1973 : Le Portrait de Dorian Gray (The Picture of Dorian Gray) (téléfilm)
- 1974 : Nightmare at 43 Hillcrest (téléfilm)
- 1974 : Le Cri du loup (Scream of the Wolf) (téléfilm)
- 1974 : Melvin Purvis G-MAN (téléfilm)
- 1974 : Shadow of Fear (téléfilm)
- 1974 : Le Tour d'écrou (The Turn of the Screw) (téléfilm)
- 1974 : The Great Ice Rip-Off (téléfilm)
- 1975 : La Poupée de la terreur (Trilogy of Terror) (téléfilm)
- 1975 : The Kansas City Massacre (téléfilm)
- 1976 : Trauma (Burnt Offerings) (film cinéma)
- 1977 : Dead of Night (téléfilm)
- 1977 : La Malédiction de la veuve noire (Curse of the Black Widow) (téléfilm)
- 1978 : Suspect d'office (When Every Day Was the Fourth of July) (téléfilm)
- 1979 : Supertrain (série télévisée)
- 1979 : Victime (Mrs. R's Daughter) (téléfilm)
- 1980 : The Long Days of Summer (téléfilm)
- 1983 : Le Souffle de la guerre (The Winds of War) (mini-série)
- 1988 : Les Orages de la guerre (War and Remembrance) (mini-série)
- 1990 : Dark Shadows (documentaire)
- 1990 : Johnny Ryan (téléfilm)
- 1991 : La Malédiction de Collinwood (Dark Shadows) (série télévisée)
- 1992 : Les Visiteurs de l'au-delà (Intruders) (téléfilm)
- 1998 : Par-delà l'éternité (The Love Letter) (téléfilm)
- 2005 : Ordre et Châtiment, le péché de nos pères (Our Fathers) (téléfilm)

### Réalisateur
- 1966 : Dark Shadows (série télévisée)
- 1970 : La Fiancée du vampire (House of Dark Shadows) (film cinéma)
- 1971 : Night of Dark Shadows (film cinéma)
- 1973 : The Invasion of Carol Enders (téléfilm), non crédité
- 1973 : Dracula et ses femmes vampires (Dracula) (téléfilm)
- 1973 : La Nuit du Vampire (The Night Strangler) (téléfilm)
- 1973 : La Voix du vampire (The Norliss Tapes) (téléfilm)
- 1974 : Nightmare at 43 Hillcrest (téléfilm)
- 1974 : Le Cri du loup (Scream of the Wolf) (téléfilm)
- 1974 : Melvin Purvis G-MAN (téléfilm)
- 1974 : Le Tour d'écrou (The Turn of the Screw) (téléfilm)
- 1974 : The Great Ice Rip-Off (téléfilm)
- 1975 : La Poupée de la terreur (Trilogy of Terror) (téléfilm)
- 1975 : The Kansas City Massacre (téléfilm)
- 1976 : Trauma (Burnt Offerings) (film cinéma)
- 1977 : Dead of Night (téléfilm)
- 1977 : La Malédiction de la veuve noire (Curse of the Black Widow) (téléfilm)
- 1978 : Suspect d'office (When Every Day Was the Fourth of July) (téléfilm)
- 1979 : Supertrain (série télévisée)
- 1979 : Victime (Mrs. R's Daughter) (téléfilm)
- 1979 : La Dernière Chevauchée des Dalton (The Last Ride of the Dalton Gang) (téléfilm)
- 1980 : The Long Days of Summer (téléfilm)
- 1983 : Le Souffle de la guerre (The Winds of War) (mini-série)
- 1988 : Les Orages de la guerre (War and Remembrance) (mini-série)
- 1990 : Dark Shadows (documentaire)
- 1991 : La Malédiction de Collinwood (Dark Shadows) (série télévisée)
- 1992 : Les Visiteurs de l'au-delà (Intruders) (téléfilm)
- 1993 : Kid et le Truand (Me and the Kid) (film cinéma)
- 1996 : La Poupée de la terreur 2 (Trilogy of Terror II) (téléfilm)
- 1998 : Par-delà l'éternité (The Love Letter) (téléfilm)
- 2005 : Pour l'amour de Millie (Saving Milly) (téléfilm)
- 2005 : Ordre et Châtiment, le péché de nos pères (Our Fathers) (téléfilm)

### Scénariste
- 1969 : Dead of Night: A Darkness at Blaisedon (téléfilm)
- 1973 : Frankenstein (mini-série)
- 1975 : The Kansas City Massacre (téléfilm)
- 1976 : Trauma (Burnt Offerings) (film cinéma)
- 1990 : Dark Shadows (documentaire)
- 1996 : La Poupée de la terreur 2 (Trilogy of Terror II) (téléfilm)

## Distinctions
- 1977 : Sitge d'or au Festival du Film International de Catalogne en tant que meilleur réalisateur pour Trauma.
- 1977 : Golden Scroll à l'Academy of Science Fiction, Fantasy & Horror Films (Saturn Award) en tant que meilleur réalisateur pour Trauma.
- 1980 : Bronze Wrangler au Western Heritage Awards pour meilleure fiction dramatique télévisée pour The Last Ride of the Dalton Gang.
- 1989 : Emmy Award de la meilleure mini-série pour War and Remembrance.
- 1990 : Director's Guild Award de la meilleure réalisation pour une mini-série pour War and Remembrance.
- 1998 : PGA Hall of Fame pour The Winds of War et War and Remembrance.